# Palazzo Costabili (Ferrara)
Der  Palazzo Costabili in Ferrara ist ein Renaissancegebäude in der Via XX settembre 122, das heute als Museumsgebäude dient.

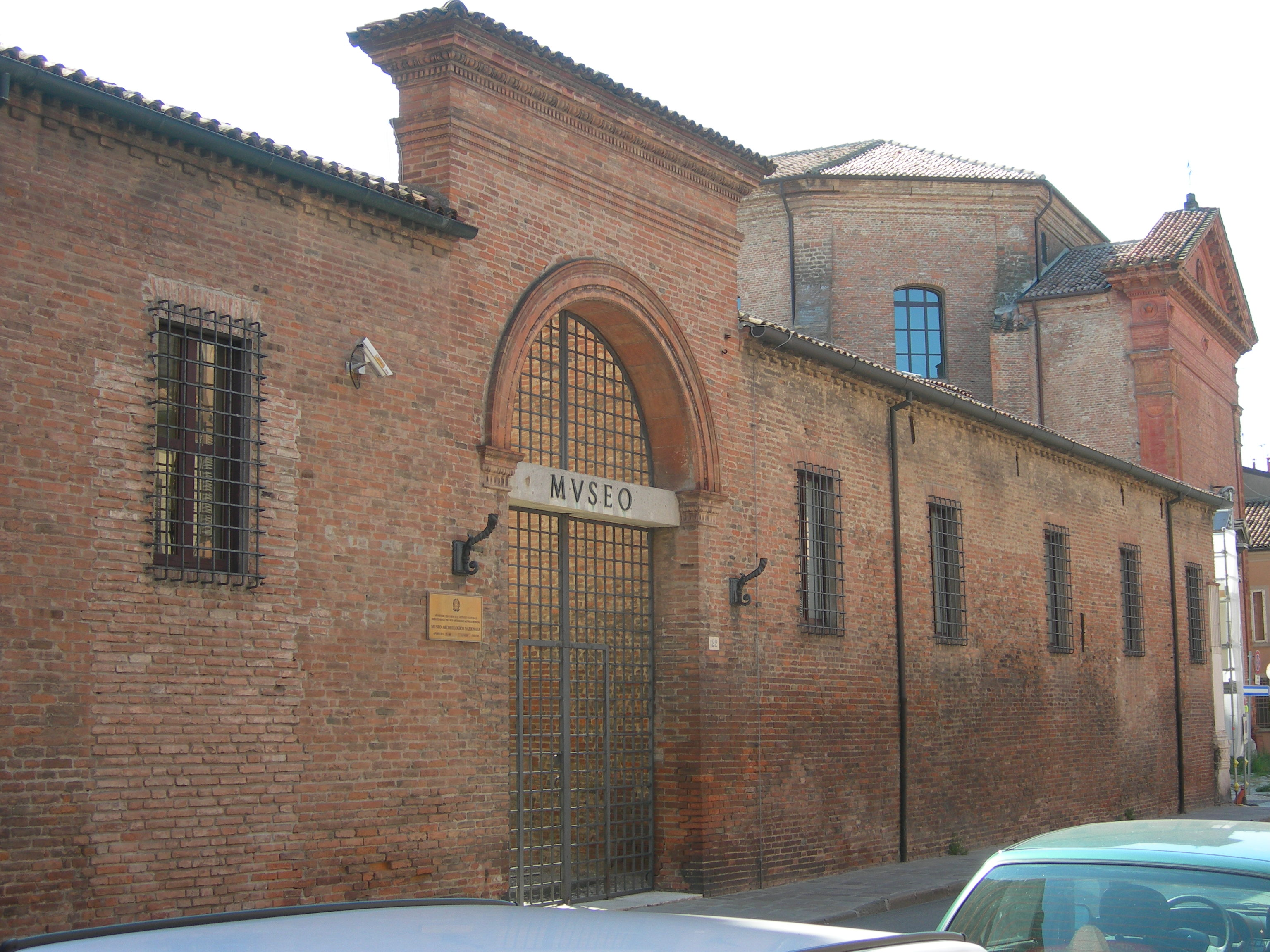
Eingangstor des Costabili-Palasts.

## Beschreibung
Der Costabili-Palast, der auch Palazzo di Ludovico il Moro genannt wird (nach Ludovico Maria Sforza, genannt il Moro, (1452–1508)), ist ein unvollendetes Meisterwerk des Architekten Biagio Rossetti (ca. 1447–1516), das zwischen 1495 und 1503 entstand und das von Antonio Costabili, seinerzeit Gesandter der Este in Mailand, in Auftrag gegeben worden war. Nach der Vertreibung der Sforza 1503 aus Mailand wurden die Arbeiten am Bau abgebrochen, so dass nur zwei Flügel des prächtigen Ehrenhofs vollendet sind. 
Das Gebäude ist U-förmig gebaut und hat ein Erdgeschoss und ein Obergeschoss. Im Obergeschoss, dem piano nobile, ist das Archäologische Nationalmuseum Ferrara untergebracht, in dem griechisch-etruskische Grabbeilagen ausgestellt sind, die in Nekropolen  der antiken Stadt Spina seit 1922 gefunden wurden.
In einer Seitenhalle des Untergeschosses befindet sich eine Deckenmalerei von Garofalo. 

Ausschnitt aus einer Deckenmalerei von Garofalo in einer Halle des Erdgeschosses.

## Bilder

In einer Nekropole von Spina ausgegrabene griechische Vasen (Archäologisches Nationalmuseum Ferrara).
Griechische Keramik aus einer Nekropole von Spina (Archäologisches Nationalmuseum Ferrara)
Attische Vase aus einer Nekropole von Spina (Archäologisches Nationalmuseum Ferrara).